# Goserelina
Goserelina (łac. Goserelinum) – organiczny związek chemiczny, syntetyczny analog gonadoliberyny o działaniu agonistycznym. Obniża czynność gonad. Działa hamująco na produkcję gonadotropin. W początkowym okresie podawania zwiększa wydzielanie testosteronu w wyniku zwiększenia wydzielania LH i FSH. Po około 7 dniach, w wyniku nadmiernego pobudzenia wydzielania LH i FSH, ustaje wydzielanie tych hormonów i następuje spadek wydzielania testosteronu. Rozwija się kastracja farmakologiczna trwająca przez cały okres stosowania leku. Goserelina podana podskórnie osiąga maksymalne stężenie w osoczu krwi w 12–15 dni po podaniu.

## Wskazania
- nowotwór gruczołu krokowego
- rak sutka
- endometrioza
- włókniak/mięśniak macicy
- rozród wspomagany

## Przeciwwskazania
- nadwrażliwość na lek
- silnie zaburzona funkcja nerek
- zwiększone ryzyko wystąpienia niedrożności moczowodów lub kompresji kręgów u mężczyzn
- zaburzenia metabolizmu kostnego u kobiet

## Działania niepożądane
- wysypka
- bóle stawów
- parestezje
- wymioty
- zaparcia
- ból głowy
- zmiany w obrazie krwi
- uczucia gorąca
- zmniejszony popęd seksualny
- impotencja oraz ginekomastia u mężczyzn
- suchość pochwy oraz chwiejność emocjonalna u kobiet
- nadciśnienie bądź niedociśnienie tętnicze
- utrudnienia w oddawaniu moczu
- zaburzenia oddychania
- bezsenność

## Preparaty
- Zoladex – implant podskórny 3,6 mg
- Zoladex LA – implant podskórny 10,8 mg

## Dawkowanie
Podskórnie w przednią ścianę jamy brzusznej. Dawkę oraz częstotliwość przyjmowania leku ustala lekarz. Zwykle zalecana dawka wynosi 3,6 mg, podawana jest raz na 28 dni.